# 241 Germania
241 Germania è un asteroide della fascia principale del diametro medio di circa 168,9 km. Scoperto nel 1884, presenta un'orbita caratterizzata da un semiasse maggiore pari a 3,0513083 UA e da un'eccentricità di 0,0962863, inclinata di 5,51205° rispetto all'eclittica.
Il suo nome è dedicato alla Germania.